# Коннектикут (река)
Конне́ктикут — самая длинная река Новой Англии, берущая начало у озёр Коннектикут в северном Нью-Гэмпшире.
Длина — 660 км. Бассейн реки — 29,1 тыс. км².
Протекает вдоль границы штатов Нью-Гэмпшир и Вермонт, через западную часть штата Массачусетс и центральную часть штата Коннектикут и впадает в пролив Лонг-Айленд. Долина реки является благоприятным местом для ведения сельского хозяйства, а также домом нескольких городских агломераций с населением около 2 миллионов человек (Спрингфилд, Массачусетс и столица штата Коннектикут — Хартфорд).

## Притоки
- Оттаквичи
- Фармингтон